# Murphys (California)
Murphys, antiguamente conocido por los nombres de Murphy, Murphy's, Murphy's Camp, Murphy's Diggins, Murphys New Diggings y Queen of the Sierra, es un lugar designado por el censo ubicado en el condado de Calaveras en el estado estadounidense de California. En el año 2000 tenía una población de 2.061 habitantes y una densidad poblacional de 77.2 personas por km².

## Geografía
Murphys se encuentra ubicado en las coordenadas 38°08′15″N 120°27′35″O / 38.13750, -120.45972. Según la Oficina del Censo, la ciudad tiene un área total de 26,7 km² (10,3 mi²), de la cual 26,7 km² (10,3 mi²) es tierra y 0 km² (0 mi²) (0.00%) es agua.

## Demografía
Según la Oficina del Censo en 2000 los ingresos medios por hogar en la localidad eran de $42,344, y los ingresos medios por familia eran $58,194. Los hombres tenían unos ingresos medios de $44,125 frente a los $31,394 para las mujeres. La renta per cápita para la localidad era de $24,567. Alrededor del 10.0% de la población estaban por debajo del umbral de pobreza.